# Mjölkörtsspinnare
Mjölkörtsspinnare, Lemonia dumi, är en fjärilsart som beskrevs av Carl von Linné 1761. Mjölkörtsspinnare ingår i släktet Lemonia och familjen fältspinnare. Arten är reproducerande i både Sverige och Finland. Enligt rödlistan irespektive land är arten sårbar, VU i både Sverige och Finland, I Sverige har arten sydostlig utberdning och förekommer från Skåne till Uppland inkusive Öland och Gotland. I Finland har arten tidigare haft ett större utbredningsområde, men området har krymt och innefattar endast  små områden i Norra Österbotten och Hangö udd.  Artens livsmiljö är torra gräsmarker. Inga underarter finns listade i Catalogue of Life.